# Space music
space music é um sub-genêro da New age, um tipo de música normalmente instrumental ou com vozes líricas e gregorianas.
Utiliza-se de temas espaciais e futurísticos, e tem artistas como Loreena Mckennitt, Vangelis, Jean Michel Jarre, entre outros.
Também deve-se levar em consideração sons da natureza e forte inclinação espiritual, que começou com o movimento Hippie na década de 60.